# Callum Harriott
Callum Kyle Harriott (Norbury, Inglaterra, Reino Unido, 4 de marzo de 1994) es un futbolista profesional británico que juega como extremo y su último club fue el Colchester United de EFL League Two de Inglaterra. Es producto de la academia Charlton Athletic. Nacido en Inglaterra, representa a la selección de fútbol de Guyana a nivel internacional.

## Carrera

### Charlton Athletic
Nacido en Norbury, Harriott asistió a la escuela secundaria técnica Stanley ya la escuela secundaria St.Andrews C of E en Croydon. Hizo su debut con los Addicks el 25 de abril de 2011 en un partido de la League One contra Rochdale en The Valley, que terminó con una victoria por 3-1 para Charlton. Entró como sustituto tardío del préstamo Dean Parrett. Luego comenzó su primer juego para el club dos días después en el último juego de la temporada 2010-11 contra Hartlepool.
Aunque no formó parte del primer equipo de Charlton en su temporada de promoción 2011-12, hizo su debut en el Championship después de salir de la banca como sustituto en el minuto 74 de su compañero graduado de la academia Scott Wagstaff en una victoria por 2-1 contra Blackpool . Luego anotó su primer gol el 9 de marzo de 2013, en la victoria por 1-0 ante el Huddersfield Town. Marcó su segundo gol para el Charlton en una victoria récord por 6-0 a domicilio para los Addicks contra el Barnsley de nueve hombres el 13 de abril de 2013. Harriott fue uno de los seis anotadores diferentes del Charlton en ese partido. El 17 de mayo de 2013, Harriott firmó un nuevo contrato de tres años con el club. El 3 de mayo de 2014, Harriott anotó su primer triplete contra Blackpool en la victoria por 3-0 en Bloomfield Road.
El 28 de agosto de 2015, Harriott fue cedido al Colchester United, donde fue muy bien recibido por los aficionados, antes de regresar al Charlton el 2 de enero de 2016.

### Reading
El 5 de agosto de 2016, Harriott firmó un contrato de tres años con Reading, y se mudó por una tarifa no revelada. Marcó sus primeros goles con el Reading cuando anotó un doblete en una eliminatoria de la  Copa EFL contra Milton Keynes Dons, que el Reading ganó 4-3 en los penaltis el 23 de agosto de 2016. Fue liberado por Reading al final de la temporada 2018-19. El 8 de mayo de 2019, Harriott confirmó que dejaría Reading tras el final de la temporada 2018/19.

### Colchester United
El 5 de septiembre de 2019, Harriott se reincorporó al Colchester United con un contrato de dos años. Hizo su primera aparición en su segunda etapa con el club el 19 de octubre de 2019, jugando 60 minutos en la derrota del Colchester por 1-0 en casa ante el Morecambe. Marcó su primer gol desde su regreso al club el 21 de diciembre de 2019 en la victoria de Colchester por 3-0 contra el Carlsile United.

## Selección nacional
El 2 de mayo de 2013, Harriott fue incluido en la selección sub-19 de Inglaterra del entrenador Noel Blake para enfrentarse a Bélgica, Georgia y Escocia en la ronda de clasificación europea sub-19 de la UEFA de 2013. Harriott es elegible para jugar con Guyana o Jamaica. Recibió su primera convocatoria a la Selección de Guyana en marzo de 2019, para su partido contra Belice y fue titular en el partido. Marcó su primer gol internacional el 16 de noviembre en la victoria de Guyana por 4-2 en la Liga de Naciones CONCACAF sobre Aruba .

## Vida personal
En julio de 2021, Harriott compareció ante el Tribunal de Magistrados de Colchester acusado de violar a una mujer en noviembre de 2019.

## Estadísticas

### Club
| Club                     | Season  | Liga         | Liga     | Liga  | FA Cup   | FA Cup | League Cup | League Cup | Otro     | Otro  | Total    | Total |
| Club                     | Season  | División     | Partidos | Goles | Partidos | Goles  | Partidos   | Goles      | Partidos | Goles | Partidos | Goles |
| ------------------------ | ------- | ------------ | -------- | ----- | -------- | ------ | ---------- | ---------- | -------- | ----- | -------- | ----- |
| Charlton Athletic        | 2010–11 | League One   | 3        | 0     | 0        | 0      | 0          | 0          | 0        | 0     | 3        | 0     |
| Charlton Athletic        | 2011–12 | League One   | 0        | 0     | 0        | 0      | 0          | 0          | 0        | 0     | 0        | 0     |
| Charlton Athletic        | 2012–13 | Championship | 14       | 2     | 0        | 0      | 0          | 0          | –        | –     | 14       | 2     |
| Charlton Athletic        | 2013–14 | Championship | 28       | 5     | 5        | 1      | 1          | 0          | –        | –     | 34       | 6     |
| Charlton Athletic        | 2014–15 | Championship | 21       | 1     | 0        | 0      | 2          | 0          | –        | –     | 23       | 1     |
| Charlton Athletic        | 2015–16 | Championship | 20       | 3     | 0        | 0      | 1          | 0          | –        | –     | 21       | 3     |
| Charlton Athletic        | Total   | Total        | 86       | 11    | 5        | 1      | 4          | 0          | 0        | 0     | 95       | 12    |
| Colchester United (loan) | 2015–16 | League One   | 20       | 5     | 2        | 2      | 0          | 0          | 1        | 0     | 23       | 7     |
| Reading                  | 2016–17 | Championship | 13       | 1     | 0        | 0      | 4          | 2          | –        | –     | 17       | 3     |
| Reading                  | 2017–18 | Championship | 0        | 0     | 0        | 0      | 0          | 0          | –        | –     | 0        | 0     |
| Reading                  | 2018–19 | Championship | 12       | 1     | 1        | 0      | 0          | 0          | –        | –     | 13       | 1     |
| Reading                  | Total   | Total        | 25       | 2     | 1        | 0      | 4          | 2          | 0        | 0     | 30       | 4     |
| Colchester United        | 2019–20 | League Two   | 22       | 3     | 1        | 0      | 2          | 0          | 1        | 0     | 26       | 3     |
| Colchester United        | 2020–21 | League Two   | 36       | 9     | 1        | 0      | 1          | 0          | 0        | 0     | 38       | 9     |
| Colchester United        | Total   | Total        | 58       | 12    | 2        | 0      | 3          | 0          | 1        | 0     | 64       | 12    |
| Total                    | Total   | Total        | 189      | 30    | 10       | 3      | 11         | 2          | 2        | 0     | 212      | 35    |

### Internacional
| Selección | Año   | Partidos | Goles |
| --------- | ----- | -------- | ----- |
| Guyana    | 2019  | 7        | 1     |
| Guyana    | 2020  | 0        | 0     |
| Guyana    | 2021  | 2        | 0     |
| Total     | Total | 9        | 1     |

### Goles internacionales
| N.º | Fecha                   | Sede                                                    | Adversario | Gol  | Resultado | Competencia                         |
| --- | ----------------------- | ------------------------------------------------------- | ---------- | ---- | --------- | ----------------------------------- |
| 1.  | 15 de noviembre de 2019 | Instalación de pista y campo sintético, Leonora, Guyana | Aruba      | 2 –2 | 4–2       | 2019-20 CONCACAF Liga de Naciones B |